# Кубок Макао з футболу 2022
Кубок Макао з футболу 2022 — 16-й розіграш кубкового футбольного турніру у Макао. Титул володаря кубка вдруге поспіль здобув Чао Пак Кей.

## Календар
| Раунд               | Дата                        | Матчі | Клуби |
| ------------------- | --------------------------- | ----- | ----- |
| Перший раунд        | 9 червня 2022               | 1     | 9 → 8 |
| 1/4 фіналу          | 16 червня - 11 вересня 2022 | 4     | 8 → 4 |
| 1/2 фіналу          | 18-24 вересня 2022          | 2     | 4 → 2 |
| Матч за третє місце | 29 вересня 2022             | 1     |       |
| Фінал               | 30 вересня 2022             | 1     | 2 → 1 |

## Перший раунд
| Команда 1        | Рахунок | Команда 2 |
| ---------------- | ------- | --------- |
| 9 червня 2022    |         |           |
| Каса де Португал | 2:1     | Ка І      |

## 1/4 фіналу
| Команда 1        | Рахунок | Команда 2        |
| ---------------- | ------- | ---------------- |
| 16 червня 2022   |         |                  |
| Спортінг (Макао) | 0:5     | Бенфіка          |
| Монте-Карло      | 20:0    | Каса де Португал |
| 11 вересня 2022  |         |                  |
| Чао Пак Кей      | 20:0    | КФБ Макао        |
| Чін Фун          | 0:5     | Лун Лок          |

## 1/2 фіналу
| Команда 1       | Рахунок | Команда 2 |
| --------------- | ------- | --------- |
| 16 вересня 2022 |         |           |
| Чао Пак Кей     | 2:0     | Чін Фун   |
| 11 вересня 2022 |         |           |
| Монте-Карло     | 2:0     | Бенфіка   |

## Матч за третє місце
| Команда 1       | Рахунок      | Команда 2 |
| --------------- | ------------ | --------- |
| 29 вересня 2022 |              |           |
| Чін Фун         | 2:2 пен. 4:3 | Бенфіка   |

## Фінал
| Команда 1       | Рахунок | Команда 2   |
| --------------- | ------- | ----------- |
| 30 вересня 2022 |         |             |
| Чао Пак Кей     | 4:1     | Монте-Карло |